# Marimatha dinumeratalis
Marimatha dinumeratalis là một loài bướm đêm trong họ Noctuidae.